# Schule John Brinckman

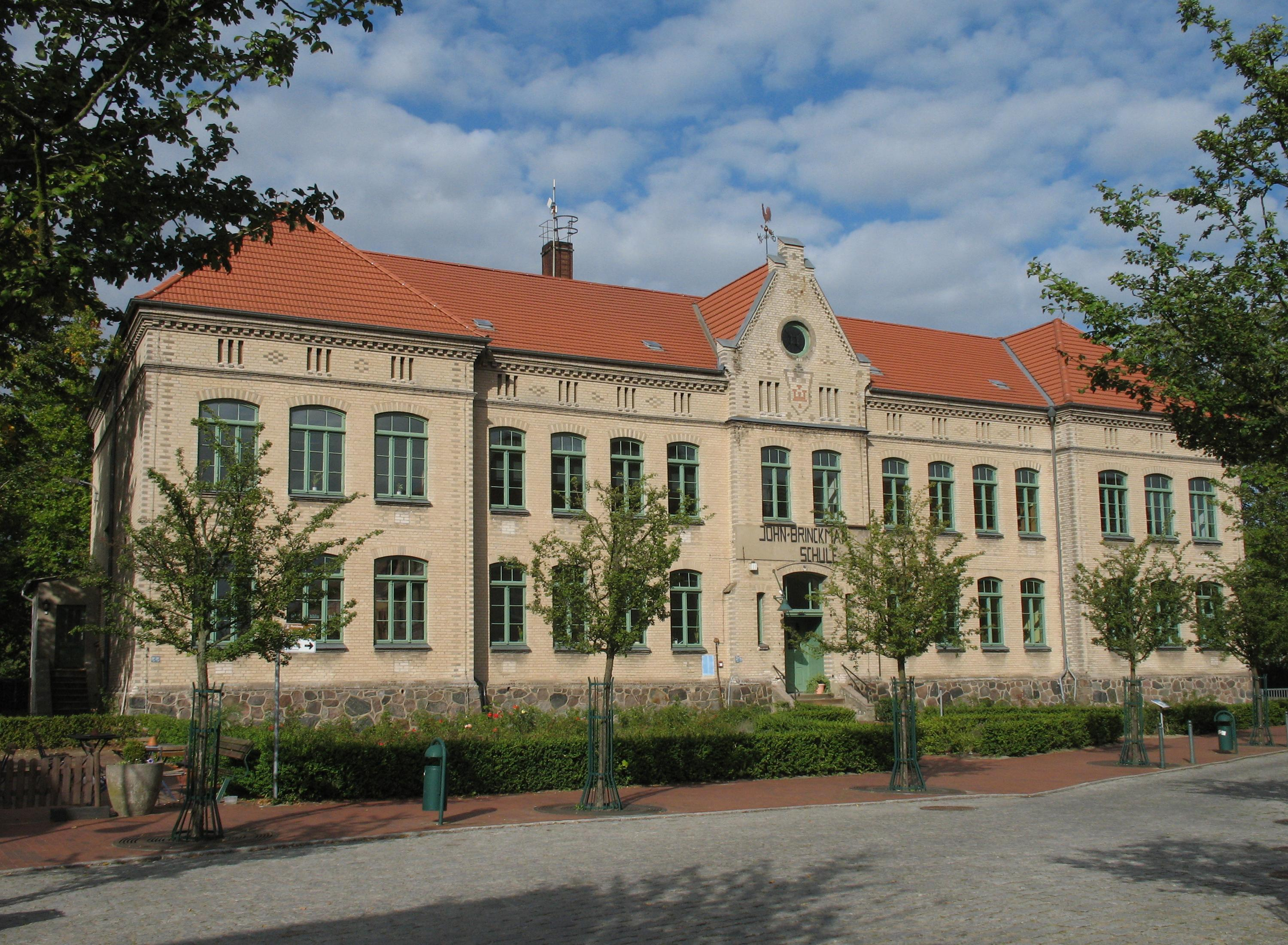

Die Schule John Brinckman in Goldberg (Mecklenburg-Vorpommern), Schützenplatz 2, wurde um 2000 eine Grundschule.
Das Gebäude stammt von 1906 und steht unter Denkmalschutz.

## Geschichte
Die Stadt Goldberg mit 3392 Einwohnern (2020) wurde 1227 erstmals als Gols erwähnt und erhielt 1248 das Stadtrecht (civis).
1331 wurde erstmals eine Schule in Goldberg erwähnt.
Das zweigeschossige 16-achsige verputzte Gebäude mit dem mittleren Giebelrisalit und einem Mezzaningeschoss wurde 1906 im Stil der Jahrhundertwende als Volksschule gebaut. Ein späteres ergänzendes Gebäude bildet mit dem Haupthaus ein T.
 
Die Schule hat sieben Klassenräume mit zusätzlichen Fachräumen für Kunst, Musik, Werken und Englisch sowie die Aula, eine Schulbibliothek, eine Kinderschulküche, die Turnhalle und zwei Sportplätze.
Der Namensgeber John Brinckman (1814–1870) war ein niederdeutscher Schriftsteller, der 1846 nach Goldberg zog. 1854 veröffentlichte er plattdeutsche Gedichte und Erzählungen.